# Igreja Paroquial de Válega

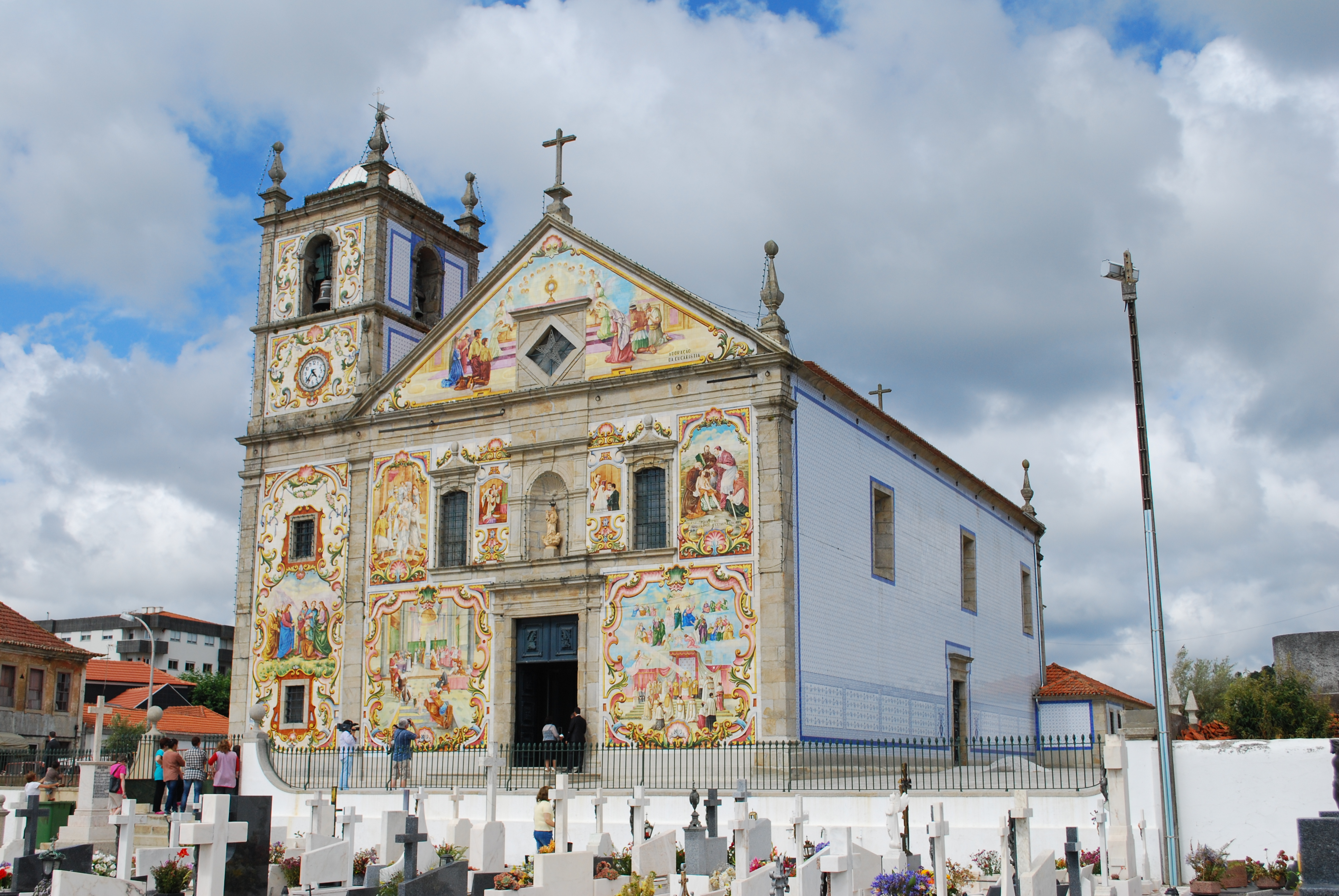
Igreja Paroquial de Válega.

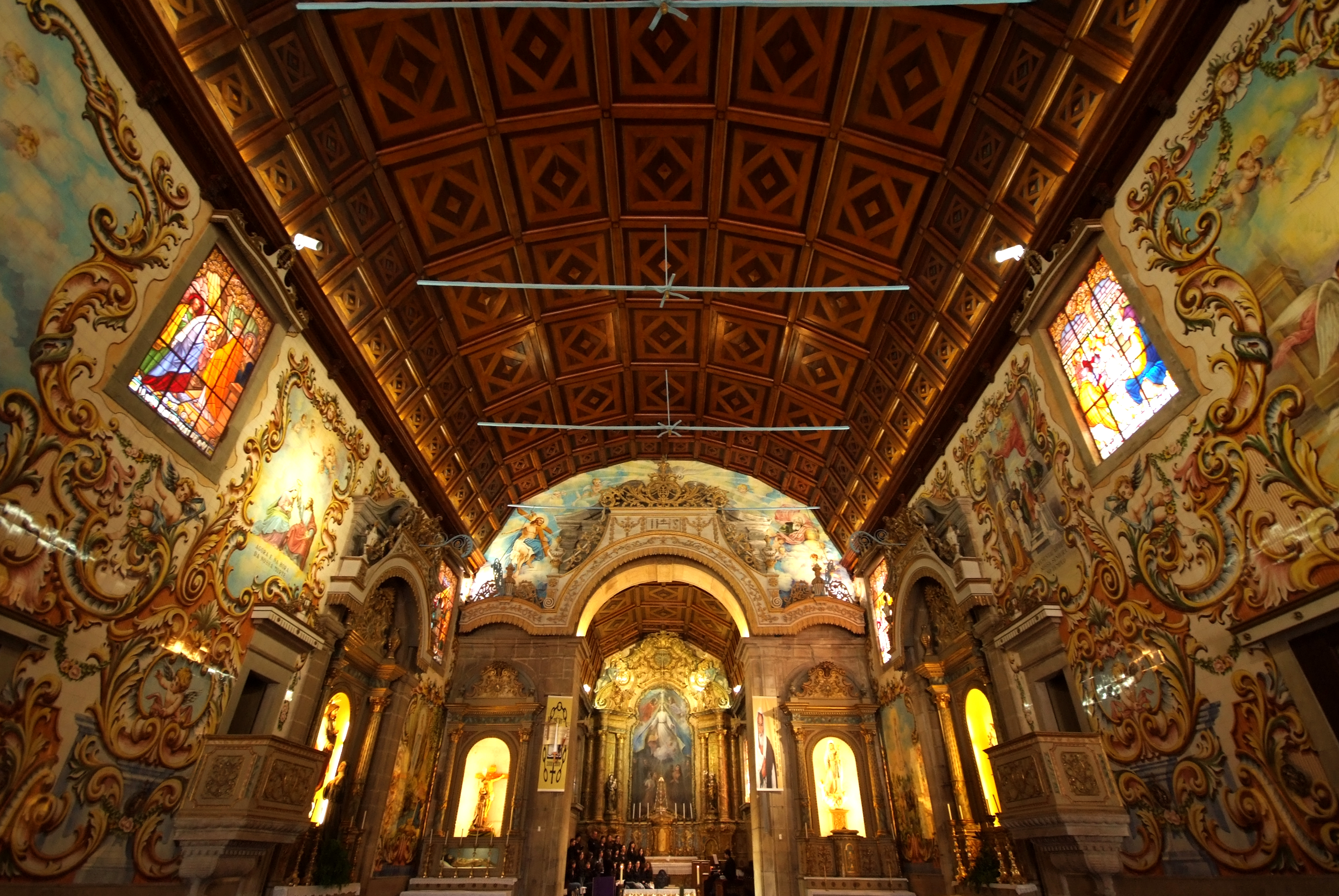
Igreja Paroquial de Válega: interior.

A Igreja Paroquial de Válega, também referida como Igreja de Nossa Senhora do Amparo, localiza-se na freguesia de Válega, concelho de Ovar, distrito de Aveiro, em Portugal.

## História
O padroado da igreja de Válega pertenceu até 1150 a particulares. Desde essa data e até 1288 pertenceu ao Mosteiro de São Pedro de Ferreira após o que, e até 1583, passou a pertencer ao bispo e ao cabido da Sé do Porto. Posteriormente ficou em exclusivo ao cabido que o manteve até 1833.
O templo terá sido fundada primitivamente no lugar do Seixo Branco, onde não restam vestígios, passando em época não posterior ao século XV para o lugar da Espinha, no local hoje designado por Adro Velho.
Em meados do século XVIII a sua implantação veio a localizar-se onde se encontra atualmente, tendo as obras se iniciado em 1746, e vindo a consumir mais de um século.
No século XX, entre 1923 e 1958, realizaram-se trabalhos de conservação por iniciativa J. O. Lopes e sua esposa, M. J. O. Lopes, em que se destacou a construção do atual teto de caixotões de madeira exótica. Data desse período ainda, em 1942, a colocação do painel de azulejos figurando a Senhora do Amparo, no topo externo da capela-mor, assinados pelo atelier de Jorge Colaço e executados pela Fábrica Lusitânia, em Lisboa.
Entre 1959 e 1960 teve lugar a campanha patrocinada por António Maria Augusto da Silva, comendador da Ordem de Benemerência, que compreendeu o revestimento por placas de mármore das paredes interiores da capela-mor, do sub-coro e dos lambris gerais, o revestimento na fachada principal nas paredes interiores da nave e na parte superior do arco triunfal, com azulejos polícromos figurados da Fábrica Aleluia, de Aveiro, e os vitrais das janelas assinados por S. Cuadrado, de Madrid.
Finalmente, em 1975 teve lugar o revestimento dos alçados laterais e posterior com azulejos da Fábrica Aleluia, desenhados pelo arquiteto Januário Godinho.
O templo não se encontra classificado.

## Características

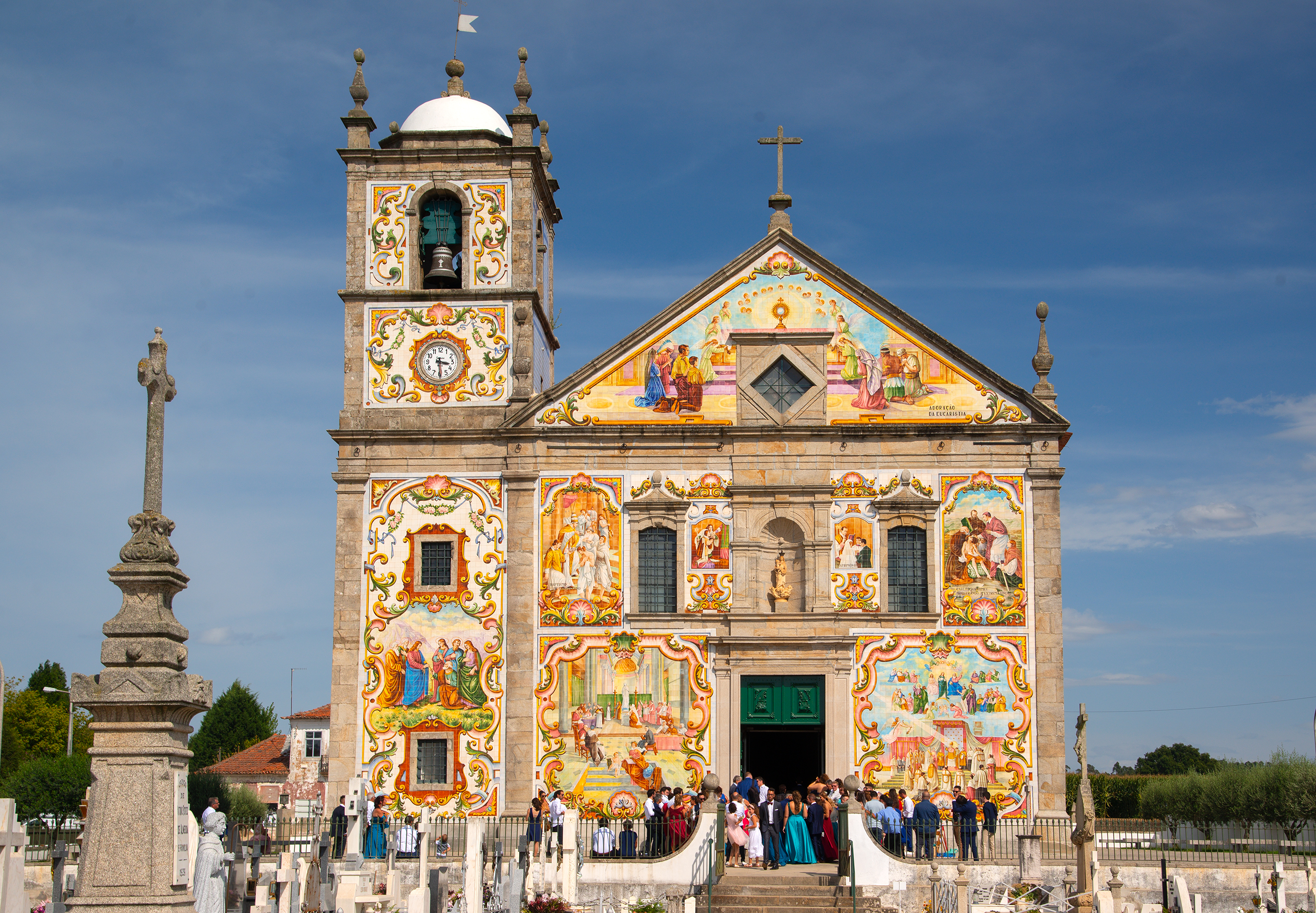
Igreja matriz de Santa Maria de valega (Igreja mais bonita de portugal); parish church of Valega, Portugal (the most beautiful church in portugal)

Exemplar de arquitetura religiosa, originalmente em estilo barroco.
De planta retangular, apresentaria frontaria com torre sineira adossada pelo lado esquerdo.
Em seu interior destacam-se a pia batismal, em pedra de Ançã, datada do início do século XVI, e o retábulo principal, datado do século XVIII.